# Hiram Edson

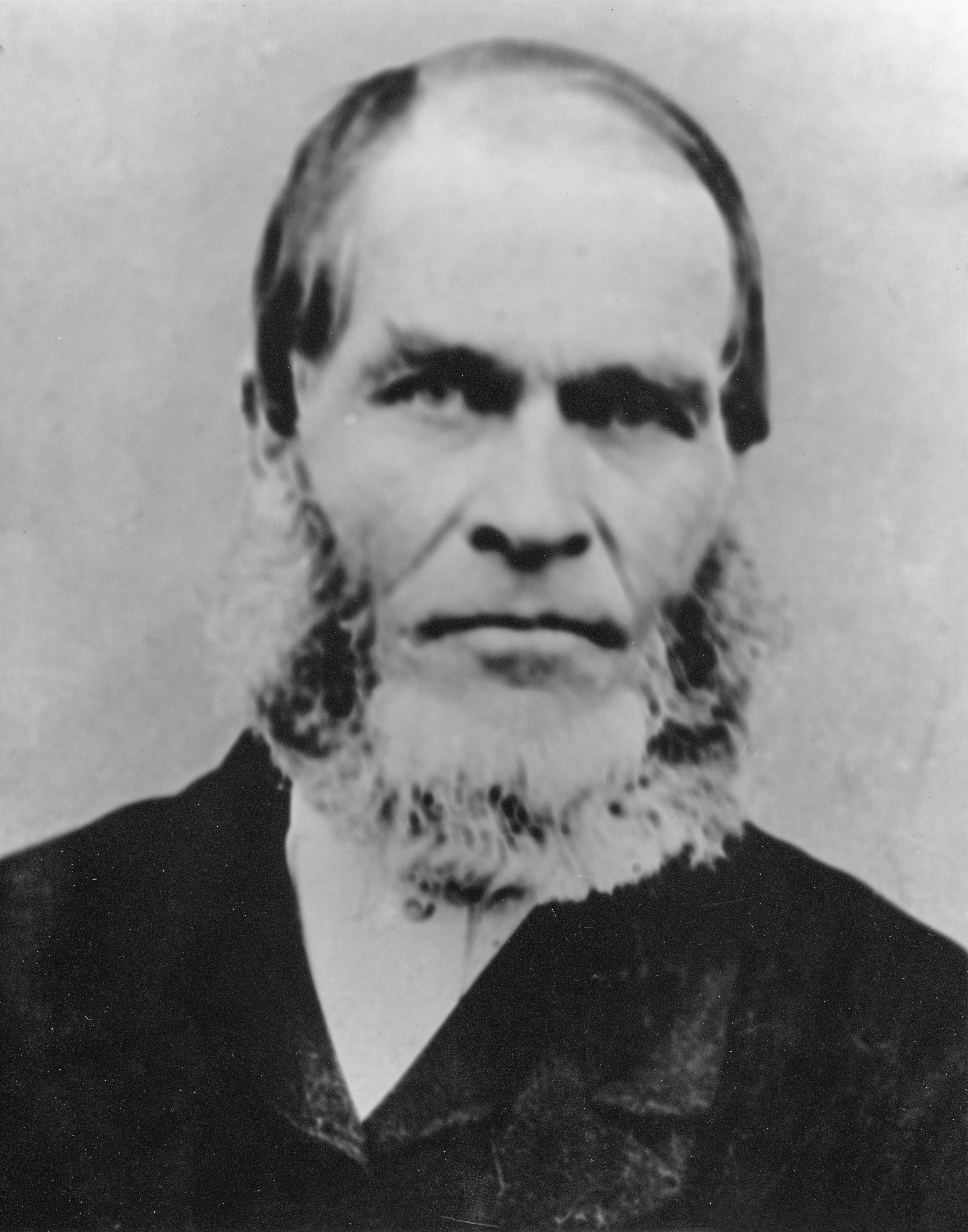
Hiram Edson (1870)

Hiram Edson (* 1. Januar 1806 in Gorham (Maine); † 16. Juli 1888; nach anderen Angaben: 1807–1882/1915 (LCCN)) war ein Pionier der Siebenten-Tags-Adventisten. Er wurde dadurch bekannt, dass er die Doktrin des Heiligtums im Himmel verbreitete. Hiram Edson gehörte zu den milleritischen Adventisten und entwickelte sich zu einem Siebenten-Tags-Adventisten. Wie alle Milleriten erwartete Edson die Zweite Wiederkunft Jesu Christi am 22. Oktober 1844.

## Leben
Hiram Edson war ein wohlhabender Farmer aus Ontario County, N.Y. Seine erste Frau starb 1839 und hinterließ ihn mit drei Kindern. Bald darauf heiratet er in Port Gibson erneut. Zu dieser Zeit war Edson Steward einer methodistischen Kirche, die im Frühjahr 1843 den Millerismus angenommen hatte. Sein Heim in Port Gibson wurde bald zu einem Zentrum der Gläubigen in der Region.

## Verbindung mit den Milleriten
Die Ideen der Milleriten erreichten Rochester 1843 und verbreiteten sich bald nach Port Gibson. William Miller hatte vorausgesagt, dass Christus um das Jahr 1843 wiederkommen würde. Später wurde das genaue Datum auf den 22. Oktober 1844 festgelegt. Diese Idee basierte auf einer biblischen Prophezeiung in Dan 8,LUT , nach der in 2300 Tagen das Heiligtum gereinigt werde, und auf dem so genannten day-year-principle, nach dem ein Tag in dieser Prophezeiung einem historischen Jahr entspreche. Die Milleriten hielten diese Prophezeiung für eine Vorhersage der Wiederkehr Christi, bei der Christus die Erde reinigen würde.
Edson hörte und übernahm die Lehre aus einer Reihe von evangelikalen Vorträgen. Nach dem letzten dieser Vorträge bekam Edson den Eindruck, dass er einen sterbenden Nachbarn besuchen sollte und im Namen des Herrn um seine Heilung beten sollte. Er setzte seinen Gedanken noch spät am selben Abend in die Tat um und legte ihm die Hände auf. Die folgende Genesung des Nachbarn interpretierte er als Heilungswunder. In derselben Nacht bekam Edson den Eindruck, dass er die Botschaft vom nahenden Advent seinen Freunden und Nachbarn weitergeben sollte. Mehrere Tage kämpfte er mit diesem Gedanken, hatte jedoch durchschlagenden Erfolg, als er ihn in die Tat umsetzte: Mehr als dreihundert seiner Nachbarn traten der Glaubensgemeinschaft bei.

## Die große Enttäuschung
Edson verbrachte den 22. Oktober 1844 mit Freunden in Erwartung der Rückkehr Jesu. Er war zutiefst enttäuscht, als die erwarteten Ereignisse nicht eintrafen. Er schrieb später:
„Unsere schönsten Hoffnungen und Erwartungen waren zerplatzt und solch ein Geist des Jammerns überkam uns, wie ich es niemals zuvor erlebt habe. Es schien, dass der Verlust aller Freunde in der Welt kein Vergleich damit darstellte. Wir weinten und weinten bis zum Morgengrauen.“
Im Verlauf der Nacht machte sich Edson Gedanken zu den Ereignissen des vergangenen Jahres. Er glaubte, dass er die Macht bekommen habe, Kranke zu heilen, und er hatte viele hundert Menschen sich infolge seiner Predigten zu Jesus wenden sehen. Seine Zuversicht kam wieder zurück und er schlug vor, dass er und einige Freunde die Adventisten in der Nähe besuchen sollten, um sie zu ermutigen. Morgens am 23. Oktober 1844 gingen sie auf dem sichtgeschützten Weg durch sein Maisfeld, um der Häme der Nachbarn zu entgehen. In diesem Feld hatte Edson eine Vision. Er gelangte zu der Auffassung, dass mit der Reinigung des Heiligtums nicht die Wiederkunft Christi auf die Erde gemeint war, sondern dass Jesus vom Heiligen Ort zum Allerheiligsten im Himmlischen Heiligtum gekommen war.
Edson teilte seinen Glaubensgenossen diese Vision mit, wodurch viele ermutigt wurden, und begann daraufhin mit zwei anderen, O. R. L. Crosier und Franklin B. Hahn in der Bibel zu forschen. Sie veröffentlichten die Schrift Day-Dawn (Tages-Anbruch). In einer Auslegung zum Gleichnis von den klugen und törichten Jungfrauen, in der zehn Frauen beschrieben werden, die bei einer Hochzeit auf den Bräutigam warten, versuchten sie zu erklären, warum der Bräutigam (Jesus Christus) sich verspätet habe.
Die Ideen von Crosier, Hahn und Edson führten zu einem neuen Verständnis des Himmlischen Heiligtums. Sie erklärten, wieso es ein Heiligtum im Himmel gab, das Christus, der himmlische Hohepriester reinigen musste. Die Gläubigen verbanden dies mit der Vorstellung der 2300 Tage bei Daniel. Heute ist diese besondere Lehre der Siebenten-Tags-Adventisten bekannt als das Investigative Judgment. Crosiers Bericht über Edsons Vision kam in den Besitz von James White (Ehemann von Ellen G. White) und von Joseph Bates. Der letztere hatte Edson in Port Gibson besucht und ihn zum Adventismus bekehrt.

## Späteres Leben
Als die Erweckungsbewegung abebbte, wurde Edson 1855 als Ältester in einer Kirche vor Ort ordiniert. Noch lange Jahre nach dem so genannten Großen Enttäuschung des 22. Oktober 1844, als Jesus nicht wiederkam wie erwartet, wirkte Edson zusammen mit Joseph Bates, J. N. Andrews und J. N. Loughborough weiter als Prediger. Als Farmer kam er für seinen Lebensunterhalt selbst auf. 1850 verkaufte er jedoch eine seiner Farmen in Port Gibson um seine Glaubensgemeinschaft zu unterstützen. Zwei Jahre später verkaufte er eine zweite Farm in Port Byron, NY, damit James White in Rochester eine Druckerei erwerben konnte. Die Adventistische Bewegung wurde 1863 formell als die Seventh-day Adventist Church konstituiert und Edson wurde 1870 durch eine Berufung zum Pastor geehrt.